# Махер, Шираз
Шираз Махер (родился 12 июля 1981 года) — британский журналист и аналитик, директор Международного центра по изучению радикализации и политического насилия (ICSR) при Королевском колледже Лондона. Он также преподает в Университете Джонса Хопкинса . Сын пакистанских иммигрантов, Махер в течение нескольких лет после 11 сентября был членом исламистской организации «Хизб ут-Тахрир», но покинул движение после взрывов в Лондоне в 2005 году и стал «откровенным критиком радикального ислама». Он писал для ведущих газет Великобритании и других стран, готовил отчеты и исследования по стратегии борьбы с терроризмом, а также выступал в международных СМИ в качестве комментатора по вопросам джихадизма и радикализации.

## Ранний период жизни
Махер родился в 1981 году в Бирмингеме в семье британско-пакистанских родителей. Его отец был бухгалтером, и когда Шираз был младенцем, семья переехала в Саудовскую Аравию . Он заявил, что никогда не был особенно обеспокоен саудовской культурой, отметив, что он «жил в западном комплексе, где было все, что только можно пожелать: теннисные корты, бассейны, крикет, баскетбол, велогонки, и все это для представителей обоих полов».
Однажды, когда ему было одиннадцать, на нем была футболка с изображением Даффи Дака с надписью "Я поддерживаю операцию «Буря в пустыне», и один саудовский мужчина бросил ему вызов по поводу этого высказывания. "Я сказал: «Почему бы и нет? Саддам — ужасный человек». Мужчина ответил: «Нет. Это американский заговор. Эти люди используют нас как предлог для создания баз на святой земле».
В 1995 году, когда ему было 14 лет, Махер вернулся в Великобританию. С 1995 по 2000 год он учился в школе Солихалла . В 2000 году он поступил в Университет Лидса .

## Радикальная фаза
Реагируя на атаки 11 сентября, Махер подумал, что Америка заслужила эти атаки в ответ на вмешательство в дела арабского мира и поддержку Израиля . «Вы пожнете то, что посеяли, а это то, что вы сеяли долгое время». Позже он сказал, что 11 сентября «активизировало» скрытые антиамериканские идеи, которые он подхватил в Саудовской Аравии. После нападений он отказался от алкоголя, разорвал отношения со своей девушкой и присоединился к организации «Хизб ут-Тахрир». К тому времени, как США вторглись в Афганистан, Махер восстановил свою мусульманскую веру и переехал в квартиру через дорогу от местной мечети.
Он стал аспирантом Кембриджского университета . Тем временем он продвигался по службе в «Хизб ут-Тахрир», пройдя путь от лидера ячейки до регионального директора. Его даже пригласили войти в состав британского исполнительного комитета группы. Однако в 2005 году он начал сомневаться в «Хизб ут-Тахрир». В Кембридже он столкнулся с многочисленными течениями ислама и пришел к выводу, что идеология «Хизб ут-Тахрир» ошибочна и ведет к терроризму. Он покинул «Хизб ут-Тахрир» 7 июля 2005 года, в день, когда произошли взрывы в лондонском метро, в результате которых погибло 52 человека.

## Пост-радикальные годы
Покинув «радикальный ислам», Махер посвятил свою жизнь борьбе с джихадизмом. Некоторое время он совместно с Александром Мелеагру-Хитченсом вел блог «Focus on Islamism» в журнале Standpoint . Он подготовил телевизионную программу для BBC Panorama под названием «Как я стал мусульманским экстремистом». Он также работал в Policy Exchange, где написал серию исследований по национальной безопасности. Его доклад о реформировании правительственной стратегии борьбы с терроризмом получил высокую оценку как Майкла Гоува, тогдашнего министра образования Великобритании, так и лорда Гатри из Крейгибанка, бывшего начальника штаба обороны.
Сегодня Махер является старшим научным сотрудником Международного центра по изучению радикализации при Королевском колледже Лондона, где "он исследует исламское движение, возникшее в Европе, и составляет портреты толп молодых британцев, которые перебираются в Сирию и Ирак, чтобы вести джихад вместе с ИГИЛ, также известным как «Исламское государство Ирака и Леванта» и «Аль-Шам».
Он также исследует развитие идеологии салафитского джихадизма и джихадистских организаций на Ближнем Востоке в целом. В результате этого исследования его пригласили дать показания перед тремя парламентскими комитетами. Кроме того, Махер работает внештатным преподавателем в Университете Джонса Хопкинса, где он совместно с Питером Нойманном преподает курс по радикализации. Он был приглашенным лектором в Вашингтонском колледже в весеннем семестре 2012 года.

## Просмотры
Махер заявил, что британское правительство годами игнорировало радикализацию целого поколения британских мусульман. «В конце 1980-х, начале 90-х годов», — сказал он, — «эта страна открыла свои двери для радикальных исламских проповедников со всего мира, которые начали проповедовать очень жесткое, тоталитарное послание о том, как должен выглядеть ислам». Сохраб Ахмари написал в Wall Street Journal, что, отчасти благодаря усилиям Махера, "британское отделение Хизб ут-Тахрир было уничтожено… Раньше митинги Хизб ут-Тахрир собирали 20 000 сторонников. Сегодня «они изо всех сил пытаются собрать 1000».
Махер заявил: «Победил ли бен Ладен? Да. Он не хотел, чтобы в регионе была сильная рука величайшей и самой могущественной силы добра в мире — Соединенных Штатов. И мы добровольно решили отстраниться и наблюдали, как эти радикальные миллениалы пришли и захватили власть… Это позор и унижение».

## Почести и награды
Махеру была присуждена первая стипендия Фонда Конрада Аденауэра в области энергетической безопасности. Он был научным сотрудником Европейского центра энергетической и ресурсной безопасности (EUCERS), где изучал влияние политических беспорядков на Ближнем Востоке на энергетические рынки.

## Публикации
Статьи Махера публиковались в Standpoint, Foreign Affairs, The Telegraph, The Guardian, The Spectator, The Wall Street Journal, The Independent, The Daily Mail, Haaretz, The Jewish Chronicle и The New Statesman, а также на сайтах BBC News и Gatestone Institute. Его отчеты и исследования включают следующее:
- Салафитский джихадизм: история идеи, Hurst Publ. (Апрель 2016 г.).
- «Greenbirds: Измерение важности и влияния в сетях иностранных боевиков в Сирии», ICSR (апрель 2014 г.; в соавторстве с Джозефом Картером и Питером Ньюманном).
- «Арабская весна и ее влияние на предложение и производство на мировых рынках», Европейский центр энергетической и ресурсной безопасности (октябрь 2013 г.).
- «Между „взаимодействием“ и подходом, „основанным на ценностях“: Великобритания и „Братья-мусульмане“ от 11 сентября до Арабской весны, в западной реакции на рост исламистов в странах Ближнего Востока и Северной Африки» (Al-Mesbar, январь 2013 г.; в соавторстве с Мартином Фрэмптоном).
- «Изменения и преемственность: стратегия и идеология „Хизб ут-Тахрир“ в Великобритании, в ревизионизме и диверсификации новых религиозных движений» (Ashgate, октябрь 2013 г.).
- «Аль-Каида на перепутье: как террористическая группировка реагирует на потерю своих лидеров и Арабскую весну», ICSR (август 2012 г.; в соавторстве с Питером Нойманном).
- «Свет, камера, джихад: западная медиастратегия „Аш-Шабааб“», ICSR (ноябрь 2012 г.; в соавторстве с Александром Мелеагру-Хитченсом и Джеймсом Шиханом).
- «Предотвращение насильственного экстремизма: уроки из пересмотренной правительственной стратегии „Предотвращения“», World Defence Systems (сентябрь 2011 г.).
- «Связующие узы: как история мусульманских солдат может сформировать национальную идентичность», Policy Exchange (сентябрь 2011 г.).
- «Выбираем друзей мудро: критерии взаимодействия с мусульманскими группами», Policy Exchange (апрель 2009 г.; в соавторстве с Мартином Фрэмптоном)[3]
- Картографирование современного салафитско-джихадистского движения, Fathom, лето 2016 г.